# Conflict (série télévisée)
Conflict (Konflikti) est une mini-série finlandaise en six épisodes réalisée par Aku Louhimies. Elle a commencé à être diffusée le 30 novembre 2024 sur MTV3 et le service de streaming MTV Katsomo. En plus de Louhimies, la série a été écrite par Andrei Alén, Jari Rantala et Helena Immonen,. Le scénario de politique-fiction tourne autour d’une invasion partielle de la Finlande.

## Synopsis
Dans le premier épisode de la série, la péninsule de Hanko (en finnois : Hankoniem), dans le Sud de la Finlande, se prépare à célébrer le solstice d'été lorsque des ennemis non identifiés envahissent la région. En conséquence, des conflits éclatent à la fois au sein des dirigeants du pays et entre les Finlandais qui restent coincés dans le territoire occupé. Les principaux acteurs de cette série sont les forces armées finlandaises et des combattants mercenaires sous le contrôle d’un mécène anglais.

## Fiche technique
- Titre : Conflict
- Titre original : Konflikti
- Réalisation : Aku Louhimies
- Scénario : Andrei Alén, Helena Immonen, Aku Louhimies et Jari Olavi Rantala
- Musique : Lasse Enersen
- Photographie : Ants Martin Vahur
- Montage : Marion Koppel
- Production : Andrei Alén, Aku Louhimies et Kiira Tiainen
- Société de production : Backmann & Hoderoff, Business Finland, C More, Mainostelevisio et XYZ Films
- Pays :  Finlande et  États-Unis
- Genre : guerre, drame et thriller
- Durée : 45-48 minutes
- Dates de sortie : 
  -  Finlande : 30 novembre 2024
  -  France : 27 janvier 2025[4]

## Distribution
- Sara Soulié : la Présidente de la république Linnea Saaristo
- Pirkka-Pekka Petelius : le premier ministre Kai Laavakuru
- Julia Korpinen : l'officier Annika Berg
- Peter Franzén : le capitaine Rami Ohrankämmen
- Charles Gibbons : Jeff Williams
- Salah Isse Mohamed : Youssuf Osman
- Rory Fleck Byrne : Joshua Belfort
- Elias Keränen : le lieutenant Kiiskinen
- Matti Ristinen : Kuusela
- Jannika Niilerpalo : Noora
- Elias Gould : le sergent Samuli Harju
- Jukka Puotila	: le général Parviainen
- Moe Dunford : le major Brady
- Reetta Ylä-Rautio : le caporal Siiri Skog
- Janne Standard : l'adjudant Autio
- Dylan Smith : le général Tim Adler
- Mia Hafrén : Sandelin
- Konsta Mäkelä : Klenberg
- Carl-Kristian Rundman : le Secrétaire à la Défense
- Susanna Mikkonen : la Ministre des affaires étrangères
- Nadia Forde : Claire Belfort
- Tommi Kangasmaa : Henttonen
- Sandra Hagelstam : Mia Taanila
- Leo Sjöman : Numminen
- Samuli Vauramo : le capitaine Kraus
- Akseli Kouki : Kim Kontiainen
- Billy Carson : Olsen, agent de la CIA

## Épisodes
1. L'invasion (Miehitys - Litt. Occupation)
2. La riposte (Reaktio - Litt. Réaction)
3. La résistance (Vastarinta - Litt. Résistance)
4. La trahison (Petos - Litt. Trahison)
5. Le sacrifice (Uhraus - Litt. Sacrifice)
6. L'assaut (Hyökkäys - Litt. Attaque)

## Sortie
La première partie de la série a été visionnée par plus d’un million de personnes au cours de sa première semaine de diffusion. Les droits de la série ont été vendus à plusieurs pays européens, dont la France, la Pologne, l’Espagne et les pays baltes. En Ukraine, selon Louhimies, la série télévisée est diffusée gratuitement.

## Réception critique
En janvier 2025, lors du Gala du Venla d'or, Conflict a été récompensé en tant que meilleure série dramatique de l’année précédente et Aku Louhimies du prix du meilleur réalisateur de fiction. Louhimies a également été nommé pour son scénario. Cependant, la série a reçu un accueil mitigé de la part des critiques et du public. La plupart des discussions ont porté sur son réalisme et son évocation des actuelles activités de harcèlement de la Russie en mer Baltique, même si Louhimies a déclaré qu’il avait supprimé du scénario de nombreux événements qui semblaient trop actuels. Le rôle prépondérant des forces armées finlandaises dans la série a ajouté au réalisme de la série, qui était considérée comme effrayante. Le critique de cinéma Kalle Kinnunen a vu dans la série une présentation inutile et oiseuse de l’équipement des forces armées finlandaises, et l’influenceur sportif et culturel Alpo Suhonen a considéré la série comme « vomissant le militarisme ». D’une part, le fait que les principaux décideurs politiques en Finlande soient des femmes a été salué, mais d’autre part, l’introduction des deux personnages féminins les plus importants à travers des scènes de sexe a été critiquée au début de la série.